# Letnia Akademia Filmowa w Zwierzyńcu
Letnia Akademia Filmowa w Zwierzyńcu – niekonkursowy festiwal filmowy, który odbywa się w sierpniu w Zwierzyńcu na Roztoczu. Pierwsza edycja miała miejsce w 2000 roku. Założycielem Letniej Akademii Filmowej i jej długoletnim „rektorem" był Piotr Kotowski. Funkcję dyrektorki festiwalu pełniły potem Joanna Trębowicz (2018–2022) i Dagmara Molga (od 2023).
Festiwal zaczynał od projekcji w kinie Skarb, w kolejnych latach dołączyły do niego sale kinowe zaaranżowane w poszczególnych obiektach na terenie miasta: Salto (Szkoła Podstawowa im. Dzieci Zamojszczyzny), Jowita (Zespół Szkół Drzewnych i Ochrony Środowiska im. Jana Zamoyskiego), czasowo Dzięcioł (tamże), a także Król LAF (Centrum Kultury), gdzie wyświetlane są filmy dla dzieci. Wieczorami mają miejsce pokazy plenerowe na terenie browaru Zwierzyniec, a od 2025 także przy Ośrodku Edukacyjno-Muzealnym Roztoczańskiego Parku Narodowego, gdzie prezentowane są horrory w ramach sekcji „W parku dziś nie zaśnie nikt”.  
Na festiwalu odbywają spotkania z filmowcami, można zobaczyć polskie i zagraniczne nowości, a także starsze filmy ułożone w sekcje filmowe. Sekcje zmieniają się co roku, są to np. retrospektywy twórców, przeglądy kinematografii z poszczególnych krajów, filmy związane z poszczególnymi tematami (np. filmy o koniach, filmy o pociągach). Stałymi sekcjami są m.in. „Archeologia kina" i „Strachy na LAF-y".  
Charakterystycznym elementem Letniej Akademii Filmowej są prelekcje przed filmami. Wygłaszają je krytycy i specjaliści w danym temacie. Na festiwalu odbywa się też Ogólnopolski Konkurs Prelegentów Filmowych. Program projekcji uzupełniają wydarzenia towarzyszące, m.in. koncerty i targ śniadaniowy.  

## Ogólnopolski Konkurs Prelegentów Filmowych
Podczas Letniej Akademii Filmowej od 2009 roku odbywa się Ogólnopolski Konkurs Prelegentów Filmowych organizowany przez Polską Federację Dyskusyjnych Klubów Filmowych. W konkursie przyznawana jest Nagroda Główna, Nagroda Publiczności oraz w niektórych edycjach wyróżnienia.

### Zdobywcy Nagrody Głównej Ogólnopolskiego Konkursu Prelegentów Filmowych
- 2009 – Marcin Jauksz
- 2010 – Piotr Wojtanek
- 2011 – Wojciech Bronowski i Karol Szafraniec
- 2012 – Paulina Skoczylas
- 2013 – Michał Jędrzejek
- 2014 – Bolesław Racięski
- 2015 – Kaja Łuczyńska
- 2016 – Karolina Przeklasa
- 2017 – Anna Streczeń
- 2018 – Michał Bojczewski
- 2019 – Maja Górczak
- 2020 – Adam Kuźma (edycja online)
- 2021 – Dagmara Cioska
- 2022 – Patrycja Binek
- 2023 – Adam Kuźma
- 2024 – Dominik Nykiel
- 2025 – Emilia Gondek [3]